# Phyllomedusa burmeisteri
Phyllomedusa burmeisteri е вид жаба от семейство Дървесници (Hylidae). Видът не е застрашен от изчезване.

## Разпространение
Разпространен е в Бразилия (Баия, Еспирито Санто, Рио де Жанейро, Сао Пауло и Сержипи).

## Описание
Популацията на вида е стабилна.